# Liste der Brücken in Berlin/XYZ

## Erläuterung
- (Musterbrücke) = in Klammern gesetzt:  namenlose Brücken.
- Musterbrücke = kursiv gesetzt: ehemalige Brücken.  (Siehe ausführlich: Aufbau der Listen)
- EBB = Eisenbahn-Brücke

## Y
| Fotografie | Name der Brücke | Ortsteil   | Anmerkungen | Lage   |
| ---------- | --------------- | ---------- | --- | ------ |
|            | Yorckbrücken    | Schöneberg | Die Yorckbrücken an der Grenze zwischen den Bezirken Tempelhof-Schöneberg und Friedrichshain-Kreuzberg sind ein Ensemble von ehemals 45 Brücken über einen rund 500 Meter langen Abschnitt der Yorckstraße. Nur noch knapp zehn der Brücken werden für Eisenbahnzwecke genutzt. Seit den 2010er Jahren werden die verbliebenen Brücken denkmalgerecht saniert. Im Juli 2012 wurden farbige Lichtbänder für den Brückenkomplex erfolgreich getestet. Die erste der erneuerten Eisenbrücken wurde am Wochenende 18./19. August 2012 wieder eingefügt. | Karten |

## Z
| Fotografie    | Name der Brücke         | Ortsteil    | Anmerkungen | Lage   |
| ------------- | ----------------------- | ----------- | --- | ------ |
|               | Ziegelbrücke            | Wannsee     | Steinerne Bogenbrücke im Volkspark Klein-Glienicke, die den Fahrweg über eine Erosionsrinne führt und einen bescheidenen Blickfang vom Nikolskoer Weg darstellt. | Karten |
|               | Ziekowbrücke            | Tegel       | Die nach dem Lehn-, Gerichtsschulzen benannte Brücke überquert den Nordgraben. | Karten |
| Im Bau (2015) | Zimmermannstraßenbrücke | Biesdorf    | Die 1936 errichtete Zimmermannstraßenbrücke führt die Zimmermannstraße an deren östlichem Ende über die Wuhle und verbindet sie mit der Lindenstraße in Kaulsdorf. Sie ist 2016 durch einen Neubau ersetzt worden. | Karten |
|               | Zinnowwegbrücke         | Zehlendorf  | Die Zinnowwegbrücke ist eine Fußgängerbrücke, die den Zinnowweg über die im Einschnitt verlaufende Trasse der U-Bahn-Linie U3 führt. | Karten |
|               | Zitadellenbrücke        | Haselhorst  | Die Zitadellenbrücke, eine Balkenbrücke aus Stahlbeton, führt von der Straße Am Juliusturm über den Westlichen Abzugsgraben zur Zitadelleninsel der Havel und verbindet mit der Zufahrt zum Torhaus der Zitadelle Spandau. | Karten |
|               | EBB Zobtener Straße     | Rummelsburg | Es handelt sich um eine Stahlbogen-Konstruktion, die eine Eisenbahnlinie über die Zobtener Straße führt. | Karten |
|               | Zossener Brücke         | Kreuzberg   | Die Zossener Brücke, benannt nach der Stadt Zossen, führt am Waterloo-Ufer über den Landwehrkanal und verbindet die Zossener Straße mit der Lindenstraße am Patentamt. Die Brücke aus den Jahren 1911/12 wurde im Zweiten Weltkrieg zerstört und 1950 wiederaufgebaut. Die heutige Balkenbrücke stammt aus den Jahren 1970/71. | Karten |
|               | Zwillingsbrücke         | Mitte       | Dies ist eine heute nicht mehr vorhandene Doppelbrückenkonstruktion über den später zugeschütteten Luisenstädtischen Kanal. In der Mitte ging die Schillingbrücke über die Spree ab. Auf der Fotografie ist die Zwillingsbrücke angeschnitten im Vordergrund zu sehen.                                                         | Karten |